# Vals-des-Tilles
Vals-des-Tilles è un comune francese di 169 abitanti situato nel dipartimento dell'Alta Marna nella regione del Grand Est.

## Società

### Evoluzione demografica
Abitanti censiti